# 白馬郷 (華池県)
白馬郷（はくばきょう）とは、中華人民共和国甘粛省慶陽市華池県にある郷。

## 地理
- 面積167.77㎢
- 人口約4600人[1]

### 行政区画
- ７つの村からなる。
- 白馬村、連集村、王溝門村、馬高荘村、東掌村、杜寨子村、白馬林場。[2]

## 農業
- 小麦、トウモロコシ、豆、ミバレー、ジャガイモなどの農作物が盛ん。
- 穀物、油、アンズなどの果実、大豆、カボチャの種が主幹となっている。

## 歴史
民間伝承によると、その昔、ある人がこの村にある泉が一頭の馬が飲んだことからこの地を“白馬泉”と名付けた。その後、長い歳月を経て、“白馬”と言われるようになった。

## 観光
- 白馬泉
- 石仏塔
- 菩薩山